# Amiran Totikaschwili
Amiran Totikaschwili (georgisch ამირან ტოტიკაშვილი; * 21. Juli 1969 in Martqopi, Niederkartlien, Georgische SSR) ist ein ehemaliger sowjetischer Judoka. Er gewann eine olympische Bronzemedaille, einen Weltmeistertitel und zwei Europameistertitel.

## Sportliche Karriere
Der 1,60 m große Athlet trat bei internationalen Meisterschaften im Superleichtgewicht an, der Gewichtsklasse bis 60 kg. Von seinen vier Siegen bei Weltcupturnieren erreichte er allerdings drei im Halbleichtgewicht, der Gewichtsklasse bis 65 kg.
1987 belegte Totikaschwili bei internationalen Juniorenturnieren in Leningrad und Plowdiw jeweils den zweiten Platz. Im Mai 1988 gewann er bei den Europameisterschaften in Pamplona das Finale gegen den Franzosen Patrick Roux. Bei den Olympischen Spielen 1988 in Seoul unterlag er in seinem ersten Kampf dem späteren Olympiasieger Kim Jae-yup aus Südkorea. Nach drei Siegen in der Hoffnungsrunde erreichte er den Kampf um Bronze, den er gegen Patrick Roux gewann. Ende 1988 siegte Totikaschwili bei den Studentenweltmeisterschaften, die in Tiflis ausgetragen wurden.
Im Mai 1989 gewann er das Europameisterschaftsfinale in Helsinki gegen Peter Sedivak aus der Tschechoslowakei. Bei den in Belgrad ausgetragenen Weltmeisterschaften 1989 erreichte er mit fünf Siegen das Finale gegen den Japaner Tadanori Koshino und erkämpfte in diesem Finale die Goldmedaille. 1990 bei den Europameisterschaften in Frankfurt am Main unterlag er frühzeitig dem Briten Nigel Donohue, nach zwei Siegen in der Hoffnungsrunde gewann Totikaschwili auch den Kampf um Bronze gegen den Deutschen Richard Trautmann. Zweieinhalb Monate später siegte Totikaschwili bei den Goodwill Games in Seattle. Nach 1990 gewann er keine Medaillen mehr bei internationalen Meisterschaften. 1996 belegte er, für Georgien im Halbleichtgewicht antretend, noch zweimal den zweiten Platz bei Weltcupturnieren.
1988 und 1989 war Amiran Totikaschwili sowjetischer Meister im Superleichtgewicht. Nach seiner aktiven Laufbahn wurde er Judotrainer, 2009 und 2010 war er Cheftrainer der georgischen Judonationalmannschaft.